# Santuario della Madonna di Tirano
Il santuario della Madonna di Tirano, che sorge nella parte occidentale della città, è da considerarsi il monumento religioso più importante della Valtellina, nonché il santuario mariano per eccellenza della Diocesi di Como.

## Storia
Il 29 settembre 1504 a Tirano, in un orto, la Madonna apparve a Mario Omodei, chiedendogli di edificare in quel luogo un tempio in suo onore. Egli sarebbe quindi stato il primo fedele promotore della costruzione del santuario. I lavori iniziarono nel 1505, precisamente il 25 marzo, giorno dell'Annunciazione di Maria Vergine, giorno della ricezione dell'autorizzazione a costruire l'edificio religioso firmata dal vescovo di Como. La struttura esteriore dell'edificio fu terminata nel 1513. Per la consacrazione della chiesa si dovette attendere sino al 14 maggio 1528 quando, completati gli interni, il santuario venne benedetto dal vescovo Cesare Trivulzio.
Tra il 1580 e il 1587 si edificarono la cupola e il tiburio, costruiti sotto la direzione del maestro campionese Pompeo Bianchi, già operante come ingegnere presso il cantiere della Cattedrale di Como. Al termine dei lavori, in cima alla cupola fu collocata una statua raffigurante San Michele Arcangelo, opera di Francesco Guicciardi.
Papa Pio XII proclamò la Madonna di Tirano patrona della Valtellina.
Nel 1927 il santuario venne eretto al rango di basilica minore di Santa Romana Chiesa.
Il 6 luglio 2003 il vescovo Alessandro Maggiolini elevò la chiesa al rango di santuario diocesano. Da allora, il Santuario è annoverato nell'elenco dei Santuari e templi votivi della Diocesi di Como.

## Descrizione
L'eleganza, la grazia e la ricchezza dell'architettura e delle decorazioni a stucco, delle sculture e degli affreschi, fanno sì che il santuario venga considerato, con il duomo di Milano e la certosa di Pavia, una delle tre chiese più belle della Lombardia.
Ispirato ai canoni rinascimentali di equilibrio e bellezza, il santuario fu presumibilmente progettato da Tommaso Rodari, già architetto della Fabbrica del duomo di Como. Qui si fondono elementi toscani, lombardi e perfino veneziani (come l'aerea facciata). 
Suo fratello Giacomo Rodari si occupò invece della splendida ornamentazione scultorea dei finestroni e dei portoni laterali, completata attorno al 1534, nel portone principale da Alessandro della Scala di Carona. A quest'ultimo autore è attribuito anche il San Giovanni che, all'interno della chiesa, orna il fonte battesimale. Restando all'interno del santuario, tipiche dei Rodari sono anche le candelabre presenti nelle lesene e le formelle che ornano gli archi e le travi.
L'interno si presenta con una struttura articolata su tre navate di cui la centrale misura 20 metri ed ha una larghezza di 14. La particolarità che subito si ravvisa agli occhi del visitatore è l'enorme quantità di stucchi, dipinti e decorazioni presenti sulle pareti e sulle volte del soffitto della chiesa, il tutto teso a ricoprire ogni spazio disponibile, caratteristiche queste che hanno consentito a tale monumento di divenire un insigne esempio della maestria dell'arte rinascimentale lombarda.

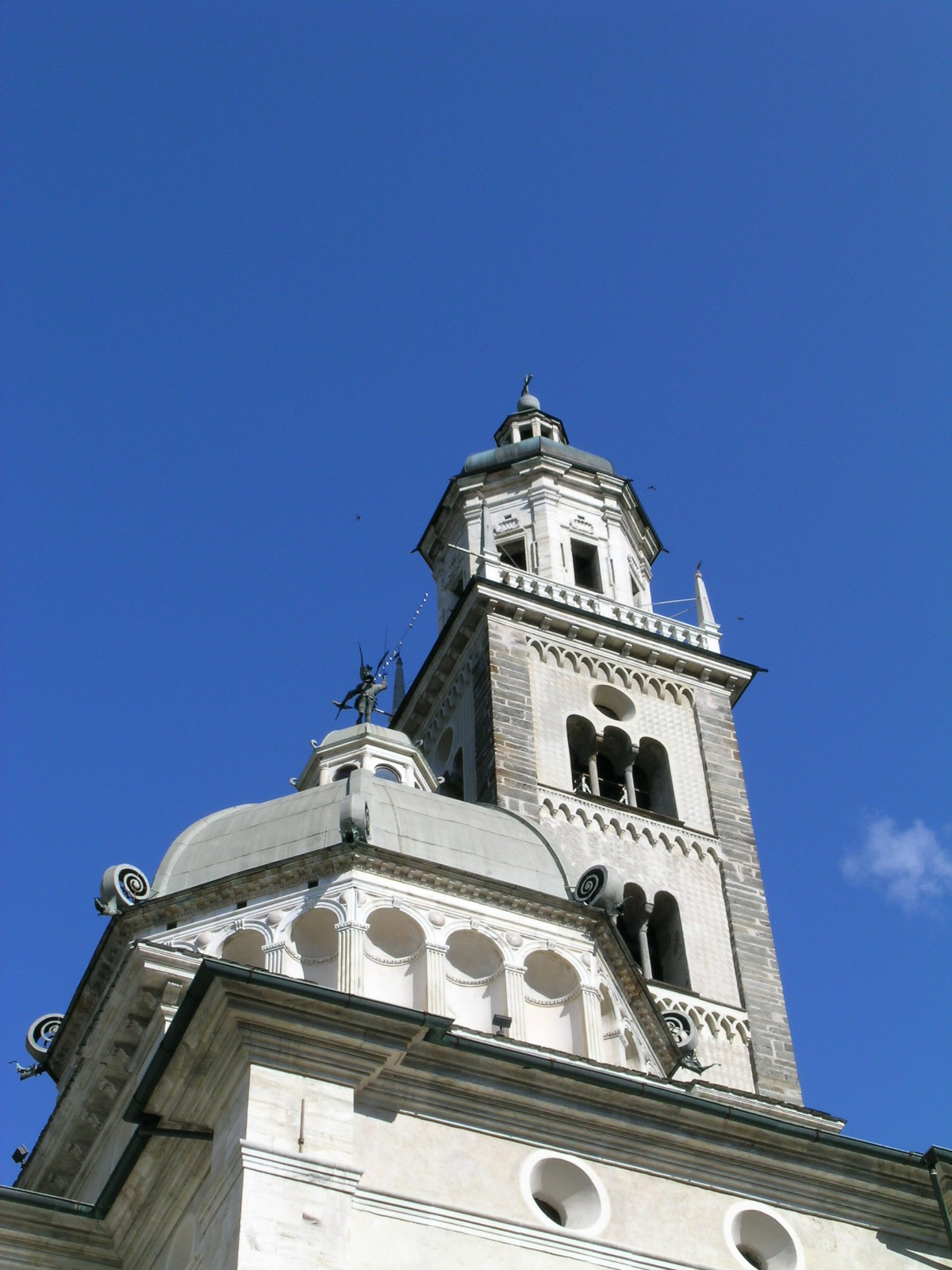
Particolare della cupola d'ispirazione bramantesca e del campanile cinquecentesco

Il santuario si presenta poliedrico per la presenza delle opere d'arte che lo adornano: sulla facciata spicca il portale dello scultore Alessandro Della Scala da Carona, mentre all'interno si trova un organo di pregevole fattura, realizzato tra il 1608 e il 1617 dal bresciano Giuseppe Bulgarini. La particolarità di quest'organo è il suo aspetto davvero monumentale nel complesso della chiesa, poiché poggia su otto grandi colonne di marmo rosso ed anticamente, durante la settimana santa quando esso non veniva utilizzato per le funzioni, veniva ricoperto con una tela dipinta ad opera di Carlo Marni del 1650 raffigurante l'Incoronazione della Vergine.
Sempre all'interno, l'altare maggiore si presenta come una pregevole opera di gusto barocco realizzata con intarsi di marmi nel 1748, in armonia con la cantoria lignea dell'abside che risale al 1749. Sull'ancòna, realizzata dai fratelli Giovanni Angelo e Tiburzio Del Maino negli anni tra il 1519 e il 1524, una tela seicentesca raffigura il miracolo che ha portato alla costruzione del santuario tiranese.
Nella prima campata di sinistra si apre la cappella della Madonna, dove una statua mariana scolpita dai fratelli Del Maino è ospitata all'interno di un altare marmoreo di inizio Ottocento. L'altare fu realizzato in sostituzione dell'originale in legno, anch'esso di fattura mainiana, requisito nel 1798 dalle autorità della Repubblica Cisalpina al fine di impossessarsi delle porzioni in argento che alla fine del Seicento erano state affisse alla struttura. Alle spalle dell'altare in marmo, uno scurolo conserva un gruppo di statue che rappresentano la scena della presunta apparizione mariana legata al santuario.

Francobollo che raffigura la vetrata del santuario, emesso nel 2004 in occasione del V centenario dell'apparizione

Di rilievo è anche il campanile che venne iniziato nel 1578 e completato nel 1641 ad opera del progettista Pietro Marni di Bormio. Anticamente, sul lato est della torre campanaria si potevano vedere gli stemmi delle Tre Leghe (Lega Caddea, Lega Grigia e Lega delle Dieci Diritture), dipinti dal pittore valtellinese Cipriano Valorsa. Originariamente le campane vennero realizzate da «...maestro Chlaudio della paze del Ducato di Lorena, maestro dele campane», che ne realizzò nel complesso tre, successivamente rifuse e portate a cinque. Anche l'orologio subì delle modifiche nel corso dei secoli: un primitivo impianto venne posto nel 1577 e donato dal possidente Lorenzo Peverelli, mentre nel 1828 venne impiantato l'attuale ad opera di Luigi Maccaferri di Gallarate.